# Dagbladet Information
Dagbladet Information är en dansk dagstidning som har sitt ursprung i en illegal nyhetsbyrå för motståndsrörelsen under Tysklands ockupation av Danmark. Tidningen grundades den 5 maj 1945 av Børge Outze, då motståndsrörelsen intog den nazistiska tidningen Fædrelandets lokaler på Store Kongensgade i Köpenhamn. 
Information betecknar sig som politiskt och ekonomiskt oavhängig. 